# Rashidi Yekini
Rashidi Yekini, född 23 oktober 1963, död 4 maj 2012 i Ibadan, var en nigeriansk fotbollsspelare. Yekini är meste målskytt för Nigerias landslag med 37 mål. Han är annars mest känd för sin tid i portugisiska Vitória Setúbal där han gjorde 93 mål på 122 ligamatcher. Han blev även utsedd till Årets fotbollsspelare i Afrika 1993.

## Karriär

### Klubblag
Yekini startade sin karriär i hemstadens UNTL Kaduna och spelade även med Shooting Stars och Abiola Babes innan han flyttade utomlands till Africa Sports i Elfenbenskusten. 1990 värvades han till Vitória Setúbal där han vann skytteligan säsongen 1993/94 då han gjorde 21 mål. Säsongen innan gjorde han 34 mål när han var med och tog upp klubben till Primeira Liga.
Sommaren 1994 värvades Yekini av grekiska Olympiakos, men efter dispyter med både lagkamrater och tränare så lämnade han redan efter sex månader. Yekinis karriär kom nu av sig och han nådde aldrig upp till samma standard som han hade i Vitória Setúbal. Han spelade bland annat i Sporting Gijón och FC Zürich innan han återvände till hemlandet för spel med Julius Berger 2002.

### Landslag
Yekini är Nigerias meste målskytt i landslaget. Han gjorde även landets första mål någonsin i ett VM-slutspel, 1994. Han deltog även i VM 1998 och var med om att vinna Afrikanska mästerskapet 1994.